# Danwon pungsokdo cheop

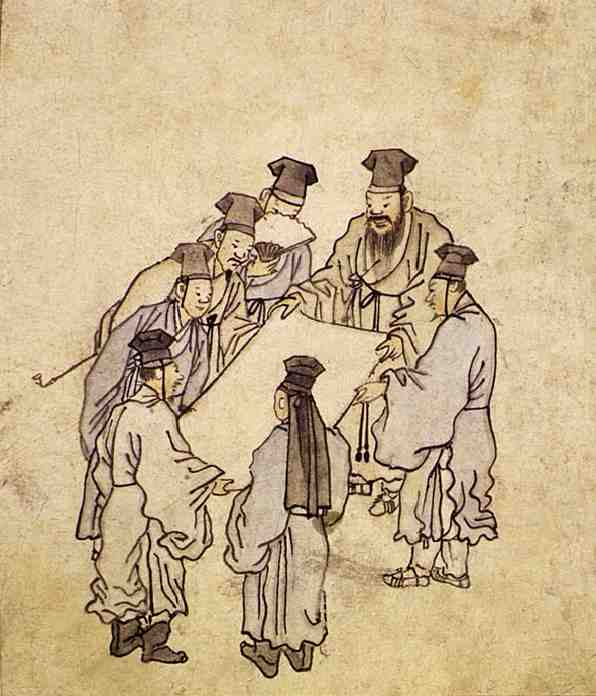
Danwon pungsokdo cheop
Hangul 단원풍속도첩
Hanja 檀園風俗圖帖

Danwon Cheop pungsokdo es una colección de 25 pinturas en acuarela dibujadas por el artista coreano del siglo XVIII Kim Hong-do (también conocido como Danwon), durante la época de la última Dinastía Joseon.
Las pinturas ilustran escenas cotidianas de la vida de las personas durante la última Dinastía Joseon. La colección se encuentra en Museo Nacional de Corea (Yongsan-gu, Seúl, Corea del Sur), y se considera como uno de los "Tesoros de Corea del Sur".